# 19. század
Évtizedek: 1800-as évek 1810-es évek 1820-as évek 1830-as évek 1840-es évek 1850-es évek 1860-as évek 1870-es évek 1880-as évek 1890-es évek
A 19. század az 1801–1900 közötti éveket foglalja magába, a polgári demokratikus forradalmak és a modern nemzetállamok kialakulásának a kora. A századra leginkább jellemző társadalmi mozgalom a liberalizmus és a nacionalizmus, a leginkább meghatározó szellemi és művészeti irányzat pedig a romantika és a realizmus volt. Ez az irodalom nagy százada, a leghíresebb nemzeti írók kora. A 19. volt az utolsó évszázad, amelyben még korstílusok uralkodtak, egyben az első, amelynek során felbukkant a 20. századra jellemző stíluspluralizmus.
A század második fele a második ipari forradalom korszaka. Ezenkívül kialakult az imperializmus, a gyarmatbirodalmak versenye, amelynek során a nagyhatalmak gyakorlatilag az egész Földet felosztották egymás között.
Magyarországon a 19. század első fele a reformkor és a szabadságharc időszaka, míg a későbbi évtizedeket a kiegyezés és az azt követő robbanásszerű gazdasági és társadalmi fejlődés fémjelezte. A század eszméi és küzdelmei közepette születik meg a mai magyar nemzet.
A történettudományban használatos a hosszú 19. század kifejezés, ami a francia forradalomtól (1789) az első világháborúig (1914–1918), illetve az azt lezáró békeszerződésekig (1919–1920) terjedő korszakot jelöli.
lásd még: 2. évezred, Újkor, Reformkor

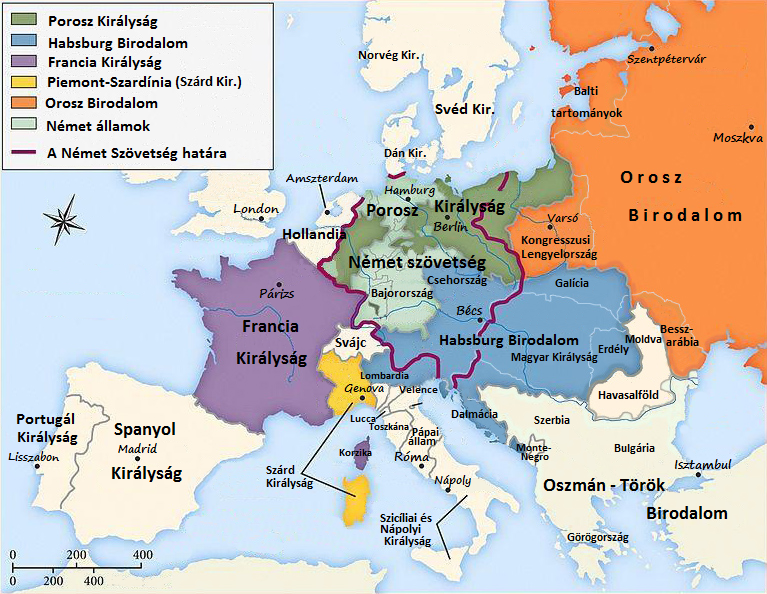
Európa a bécsi kongresszus (1815) után

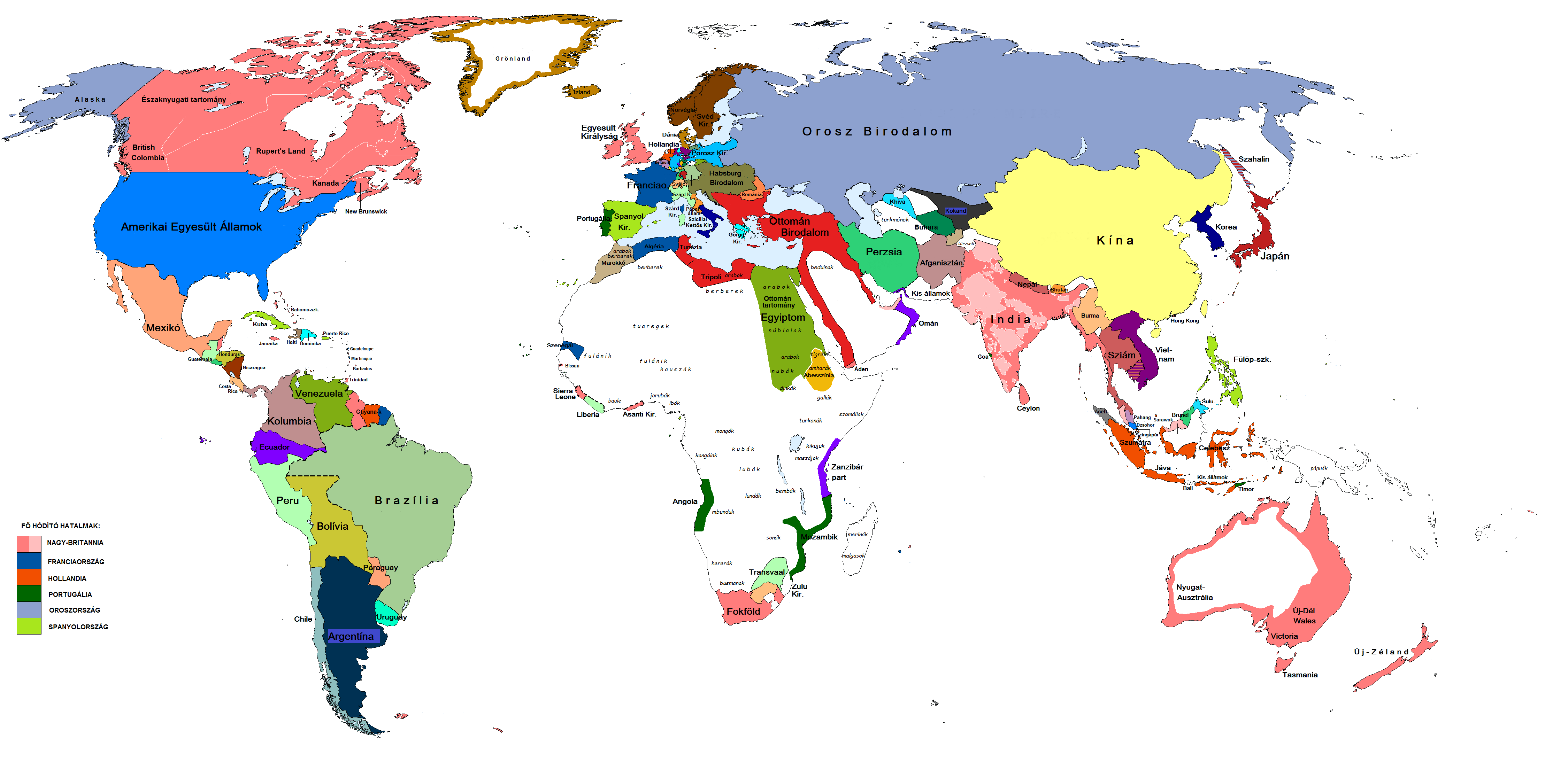
A világ 1860-ban – Németország és Olaszország egységesítése előtt

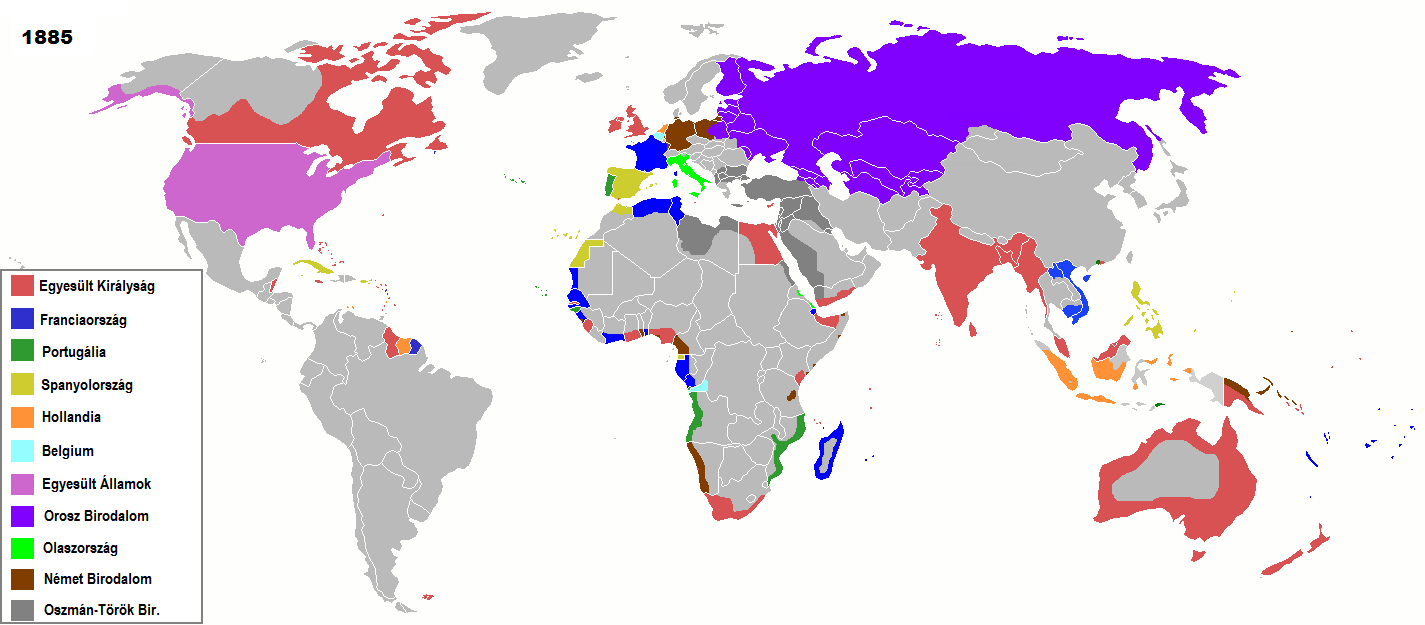
A fő hódító hatalmak és területeik 1885-ben (fehér vonallal a mai országhatárok)

## Események
| - 1799–1815: I. (Bonaparte) Napóleon hódító hadjáratai - 1804: Napóleon Franciaország császárává koronázza saját magát - 1805: Az austerlitzi csata („a három császár csatája”) - Napóleon legyőzi az osztrákokat és az oroszokat - 1809: Az ocanai csatában a francia csapatok megsemmisítő vereséget mérnek a spanyol seregre - 1812: Napóleon az Orosz Birodalom ellen indul. Bevonul Moszkvába, de a tél folyamán a visszavonuló francia sereg nagy része elpusztul. - 1813: Lipcsei "népek csatája" - Napóleon súlyos vereséget szenved - 1814–15: A bécsi kongresszus újrarajzolja Európa térképét. - 1815: Napóleon végső veresége a waterloo-i csatában - 1814: Kieli béke - Dánia királya, (a napóleoni háborúk vesztese) átengedi a svédeknek Norvégiát, cserébe pomerániai birtokaikért - 1815: Szent Szövetség - a napóleoni háborúk után az osztrák, porosz és orosz uralkodó közötti szövetség - 1820: Forradalmi megmozdulások Dél-Európában - 1821–1831: Görög szabadságharc a török uralom ellen. Az ország elnyeri függetlenségét. - 1830–1831: Lengyel felkelés a felosztott országban az Orosz Birodalom ellen. - 1830–1839: Belga szabadságharc. Létrejön Belgium. - 1837: Viktória királynő kerül Nagy-Britannia és Írország trónjára - 1848: Forradalmak Európában: "Népek tavasza" - Forradalom Párizsban, 1848. február - Itáliai forradalmak 1848–49-ben - Első bécsi forradalom, 1848. február - Magyar forradalom és szabadságharc, 1848–49. - Második bécsi forradalom, 1848. május - Harmadik bécsi forradalom, 1848. október - 1845–49: Éhínség Írországban, rengeteg áldozattal. Nagyarányú kivándorlás Amerikába. - 1853–56 Oroszország elleni krími háború, Nagy-Britannia, Franciaország és az Oszmán Birodalom részvételével. - 1859: Szárd–francia–osztrák háború - 1860: Garibaldi vezetésével önkéntesek szállnak partra Szicíliában. Megkezdődik Itália egyesítése. - 1862: A Havasalföldi és a Moldvai Fejedelemség Román Fejedelemség néven egyesül - 1864: Marx és Engels Londonban megalapítja a Nemzetközi Munkás Egyesülést, az I. Internacionálét. - 1866: A Porosz–osztrák-olasz háború - A prágai békeszerződés - Az Olasz Királyság annektálja Velencét és Veneto tartományt. - 1870–71: Porosz–francia háború - Következményeként a német területek egyesítésével létrejön a Német Birodalom, az itáliai államok egyesítésével pedig a mai Olaszország. - 1871: Kikiáltják a párizsi kommünt, amelyet nemsokára levernek. - 1873: Három császár egyezménye - az Orosz Birodalom, Osztrák–Magyar Monarchia és Német Birodalom uralkodói között - 1876: Bosznia-Hercegovina és Bulgária területén törökellenes felkelések robbannak ki - 1877–78: Orosz-török háború. Az Oszmán Birodalom elveszti balkáni területeit. - 1878: San Stefanó-i béke - a Román Királyság és Szerbia függetlenné válik; megszületik Bulgária. Oroszország megkapja Besszarábiát. - 1881: A három császár szövetsége - 1882: Hármas szövetség a Német Birodalom, az Osztrák–Magyar Monarchia és az Olasz Királyság között - 1884–1885: A Berlini Konferencia (Kongó-konferencia) - Hajsza Afrikáért - 1889: Párizsban megalakul a II. Internacionálé - 1894: A franciaországi Dreyfus-ügy, az antiszemitizmus politikai térhódításának kezdete Európában. - 1896: Az első újkori olimpiai játékok megrendezése Athénban. - A század végétől: Kivándorlás Amerikába. Európaiak milliói hagyják el szülőföldjüket a jobb élet reményében. | - 1802: Az Országos Széchényi Könyvtár és a Nemzeti Múzeum alapítása - 1805: Az országgyűlés kiharcolja a közigazgatásban a magyar nyelv használatának jogát. - 1808: I. Ferenc császár a Habsburg Birodalomban megalapítja a Lipót-rendet - 1809: Nemesi felkelés Napóleon ellen. A győri csata a franciák ellen. - 1821: Megnyitják Kolozsváron a Farkas utcai kőszínházat, az első magyar színházépületet. - 1823: Kölcsey Ferenc megírja a Himnuszt - 1825: A Magyar Tudományos Akadémia megalapítása, a reformkor kezdete Magyarországon. Pozsonyi országgyűlés. - 1830: Megjelenik a „Hitel”, Széchenyi István műve, amely a reformkor programjává válik. - 1831: Kolerafelkelés (parasztfelkelés) - 1835: V. Ferdinánd lesz a király (1848-ig uralkodik) - 1837: A pesti Nemzeti Színház megnyitása - 1838: A nagy pesti árvíz - 1839: Megkezdődik a Duna felett a Lánchíd építése (átadva: 1849) - 1844: Magyarországon hivatalos nyelv lesz a magyar - 1846: Megnyílik az ország első vasútvonala Pest és Vác között. Megépül az első távíróvonal. - 1848. március 15. – Pesten kitör a forradalom - március 17. – V. Ferdinánd király kinevezi Batthyány Lajost miniszterelnökké: az első felelős magyar kormány megalakulása. - április: A nemesi kiváltságok és a jobbágyság megszüntetése (áprilisi törvények). - május: A Magyar Királyságban kezdetét veszi a toborzás - szeptember: A pákozdi csata - Móga altábornagy seregei vereséget mérnek a Jellasics horvát bán által vezetett seregre - október: Bécsben kitör a harmadik forradalom. A schwechati csatában a magyarok vereséget szenvednek Windisch-Grätz császári hadseregétől. - november: Kossuth Görgey Artúr tábornokot nevezi ki a honvéd haderő főhadparancsnokává - december: a 18 esztendős Ferenc József lesz az uralkodó. A magyar vezetés Bem József tábornokot nevezi ki az Erdélyben állomásozó magyar haderő főparancsnokává. Mór mellett Perczel Mór hadteste vereséget szenved. - 1849. január: Kossuth Lajos kormánya Pestről Debrecenbe költözik. - február: Guyon Richárd a branyiszkói ütközetben legyőzi Franz Deym csapatait. A kápolnai ütközet. - március: Ferenc József császár kiadja az olmützi manifesztumot, amelyben egyebek közt megszünteti a Magyar Királyság alkotmányát, továbbá elkülöníti az országtól Erdélyt és Horvátországot. - április: az isaszegi csata - fényes magyar győzelem. A nagysallói ütközetben Görgey Artúr is győzelmet arat. - május: A honvédsereg visszafoglalja Budát. Julius Jacob von Haynaut nevezik ki a Magyarországon harcoló osztrák haderők főparancsnokává. - június: Kossuth Lajos és a kormány Debrecenből Pestre helyezi vissza székhelyét. - A császári udvar Oroszország katonai segítségével leveri a szabadságharcot. - augusztus 13. A Görgei Artúr vezette magyar sereg Világosnál leteszi a fegyvert az orosz cári erők előtt. - október 6. Pesten kivégzik gróf Batthyány Lajost, Aradon pedig a honvéd sereg tizenkét tábornokát és egy ezredesét, az ún. aradi vértanúkat. - 1850: Létrejön a vasúti összeköttetés Pest és Bécs között. - 1850-es évek: Bach-rendszer - a nyílt abszolutista önkény időszaka - 1861: Az országgyűlés elutasítja mind az októberi diplomát, mind a februári pátenst. - 1867: Kiegyezés a Habsburg-ház és a magyarok között. - Megszületik az Osztrák–Magyar Monarchia dualista állam - 1868: Magyar–horvát kiegyezés - Magyarországon nemzetiségi és népiskolai törvény - 1871: A budai Műegyetem megnyitása - 1872: A Kolozsvári Tudományegyetem megnyitása - 1872-1874: Az utolsó nagy kolerajárvány - 1873: Pest, Buda, majd Óbuda egyesülésével létrejön az új főváros, Budapest - 1875: Tisza Kálmán alakít kormányt (lásd: Tisza Kálmán-kormány) - Kormányzása alatt a gazdasági élet jelentősen felgyorsul - 1879: A szegedi nagy árvíz - 1884: Megnyit a budapesti Magyar Állami Operaház - 1894: Kossuth Lajos meghal Torinóban - 1895: Átadják a Mária Valéria hidat Esztergom és Párkány között. - 1895-ös XLII. törvény a zsidó vallás teljes egyenjogúsításáról - 1896: Millenniumi ünnepségek |  |

### Észak-Amerika

Az USA tagállamai körének bővülése (animációs térkép)

- 1803: Az Amerikai Egyesült Államok megvásárolja Louisiana államot Franciaországtól.
- 1808: Az Egyesült Államokban életbe lép a rabszolgák behozatalát tiltó, előző évben hozott törvény.
- 1812–1814: Amerikai-brit háború. 
  - Kanada angol birtok marad.
- 1810–21: Mexikói függetlenségi háború
- 1810-es évek: Alabama, Illinois, Indiana, Louisiana, Mississippi az Amerikai Egyesült Államok része lesz
- 1820–21: A Missouri-kompromisszum keretében a rabszolgatartó Missourit és a rabszolgamentes Maine-t felveszik az Amerikai Egyesült Államokba.
- 1830-as évek: Arkansas és Michigan az Amerikai Egyesült Államok része lesz

lásd még: Az Amerikai Egyesült Államok tagállamainak listája a felvétel dátuma szerint
- 1833: A Brit Birodalomban betiltják a rabszolgaságot.
- 1836: Texas elszakad Mexikótól és független lesz. 
  - 1845: Texas csatlakozik az Egyesült Államokhoz.
- 1846–1848: Mexikói–amerikai háború, az Egyesült Államok területi gyarapodása.
- 1848: A kaliforniai aranyláz kezdete.
- 1861–65: Az amerikai polgárháború az északi Unió és a déli Konföderáció államai között. A háború az északiak győzelmével és a rabszolgaság felszámolásával végződik, amit újjáépítés, majd az ország robbanásszerű gazdasági fejlődése követ. A háborúnak mintegy 600 000 áldozata volt. Ez volt az első olyan háború, amelyben tömeggyártású gépesített fegyvereket és robbanóanyagokat használtak.
  - 1863: Rabszolga-felszabadítás a lázadó államok területén.
- 1867: Az USA megvásárolja Alaszkát az Orosz Birodalomtól.
- 1867: Az észak-amerikai brit gyarmatokat a Kanadai Konföderációban egyesítik, amely domíniumi státuszt kap. Ezzel egy különálló, önkormányzattal rendelkező királyság jön létre a Brit Birodalom keretein belül.
- 1868: Kanadában az indiánokat rezervátumokba telepítik.
- 1869: Az USA-ban átadják az első transzkontinentális vasútvonalat, amely New Yorkot köti össze San Franciscóval.
- 1871: Brit Columbia csatlakozik Kanadához.
- 1871: Az USA-ban megkezdődik az indiánok kényszerű letelepítése a rezervátumokban.
- 1872: A Little Bighorn-i csatában a területüket védő indiánok győzelme az amerikai csapatok felett.
- 1877: Nagy vasúti sztrájk  az Egyesült Államokban, a világ első országos méretű munkásmegmozdulása.
- 1878: Az első nyilvános telefonvonal üzembe helyezése az Egyesült Államokban.
- 1886: A New York-i Szabadság-szobor felavatása.
- 1890: Leverik az utolsó nagy indián felkelést az USA-ban.
- A század végétől: Nagy bevándorlás Európából Amerikába, elsősorban az Egyesült Államokba a jobb élet reményében.
- 1898: Spanyol-amerikai háború. 
  - Az USA megszerzi Puerto Ricót, Guam szigetét, Hawaiit és a Kuba feletti ellenőrzést.

### Amerika többi része
- 1810–21: A latin-amerikai országok szabadságharca és függetlenné válása.
- 1816: Argentína kikiáltja a függetlenségét.
- 1819: A spanyol Új-granadai Alkirályságból létrejön a független Nagy Kolumbiai Köztársaság, amely a mai Kolumbiát, Quitót és Venezuelát is magába foglalja. 
  - 1821: Panama is csatlakozik Nagy-Kolumbiához.
  - 1822: Ecuador csatlakozik Nagy-Kolumbiához.
- 1821: José de San Martín elfoglalja Limát, ahol kikiáltják Peru függetlenségét.
- 1822: Brazília kikiáltja a függetlenségét.
- 1830: A Nagy Kolumbiai Köztársaságból kiválik Venezuela és Ecuador. Panama továbbra is benne marad. A (Nagy) Kolumbiai Köztársaság neve később többször változik.
- 1833: A Brit Birodalomban betiltják a rabszolgaságot.
- 1850: Brazíliában a rabszolga-kereskedelem betiltása. A rabszolga-felszabadító mozgalom kezdete.
- 1878: Megkezdődik a rövidesen csődbe jutott Panama-csatorna építése.

| - 1804–1813: A perzsa-orosz háború - Az oroszok megszerzik Észak-Azerbajdzsánt - 1811–1816: A britek foglalják el Indonéziát, miután I. Napóleon megszállta Hollandiát. - 1815: Az indonéziai Tambora-hegyi vulkánkitörés - az írott történelem egyik legerősebb vulkánkitörése - 1826: Isztambulban a janicsárok lázadását leverik és feloszlatják őket. - 1835: Indiában az angol hivatalos nyelvvé válik. - 1838–1842: Első angol–afgán háború - 1839–1842: Az első ópiumháború Kínában. Hongkong brit uralom alá kerül. - 1845–1849: Indiában a szikhek leigázása. - 1846: Kasmír brit megszállása. - 1851–64: Taiping felkelés Kínában. A történelem legvéresebb polgárháborúja csaknem 20 millió áldozattal. - 1854: Japánt rákényszerítik két kikötőjének megnyitására a külföldi kereskedők előtt. - 1856–60: Második ópiumháború néven a brit, francia, orosz és amerikai gyarmatosítók hadjárata Kína ellen. - Kína félgyarmati sorba süllyed - 1857: Szipojfelkelés az angol gyarmatosítók ellen Indiában. A következő évben leverik. - 1858: India koronagyarmat lesz. - 1859: Megkezdődik a francia behatolás Indokínába. - 1864-1865: Közép-Ázsia orosz meghódítása - 1868: Véget ér Japánban a majdnem 800 évig tartó sogonátus rendszere. A Meidzsi-korszak kezdete. - 1869: A Szuezi-csatorna megnyitása - 1871: A hanrendszer eltörlése Japánban. - 1873: Jelentős reformokat vezetnek be Japánban - 1873–1885: A britek az egész Maláj-félszigetet elfoglalják és koronagyarmatoktá teszik - 1876: Az Oszmán-Török Birodalom alkotmányos monarchiává alakul. - 1866–69: Meidzsi-restauráció Japánban az európai civilizációs vívmányok elsajátítására. - 1883: Az indonéziai Krakatau kitörése, 36 000 áldozattal. - 1886: A britek befejezik Burma gyarmatosítását - 1887: Létrejön Francia Indokína - 1891: A transzszibériai vasútvonal építésének kezdete - 1894–95: Kínai–japán háború - Korea függetlenné válik Kínától, Japán annektálja Tajvant - 1898: Az európai nagyhatalmak újabb területeket szereznek Kínától. - 1898: Spanyol-amerikai háború. Az USA megszerzi a Fülöp-szigetek feletti ellenőrzést. - 1900: Bokszerlázadás Kínában, amelyet a gyarmatosító nagyhatalmak a következő évben kegyetlenül levernek. - 1841: Új-Zélandot brit gyarmattá nyilvánítják. - 1850: Az arany felfedezését követően megindul a szabad telepesek tömeges bevándorlása Ausztráliába. | - 1805: Muhammad Ali basa megkezdi Egyiptom modernizálását. - 1816–28: A dél-afrikai Zulu Királyság eléri legnagyobb kiterjedését. - 1830: Franciaország megkezdi Algéria gyarmatosítását. - 1831: A franciák létrehozzák a idegenlégiót Észak-Afrika meghódítására - 1847: Az USA-ban felszabadított, visszatelepített rabszolgák kikiáltják a független Libériát. - 1849: A brit David Livingstone megkezdi Dél- és Közép-Afrika feltárását. - 1851–52: Lagos (Nigéria) megszállása - 1859: Megkezdődik a Szuezi-csatorna építése. - 1866: Gyémántot találnak Dél-afrikában. - 1869: A Szuezi-csatorna megnyitása a Földközi-tenger és a Vörös-tenger között. - 1877: Nagy-Britannia annektálja a Transvaal Köztársaságot (Dél-Afrika) - 1879–1902: Dél-Afrikában a brit gyarmati hadsereg zulu háborúja és búr háborúja. - 1880: Megkezdődik a francia behatolás a Kongó-medencébe. - 1880–1881: Első búr háború (angol-búr háború) - 1881–1883: Tunézia francia megszállása. - 1882: Nagy-Britannia a Szuezi-csatorna védelmében megszállja Egyiptomot. - 1884: A németek megalapítják Német Délnyugat-Afrika, Kamerun és Togo gyarmatot. - 1885: A Berlini Konferencia okmánya Afrika gyarmatosításának alapelveiről, mindenekelőtt a Kongó-medencéről. - 1885: Közép-Afrikában létrejön a Kongói Szabadállam. Madagaszkár francia gyarmat lesz. Német Kelet-Afrika gyarmat alapítása - 1885-től: Nigéria brit meghódítása - 1895–96: Első olasz–etióp háború. Etiópia megvédi magát a gyarmatosítás ellen. - 1899–1902: Második búr háború, amely brit győzelemmel ér véget |  |

### Egyéb
- A század végétől: második ipari forradalom
- 1800 és 1900 között megszűnt országok listája

#### A 19. század legtöbb áldozatot követelő eseményei
- 1799-1815: A napóleoni háborúk a történelem első „modern” hadviselése, amelyben sok ország vett részt sorozáson alapuló, tömeges hadseregekkel. A katonai és polgári áldozatok együttes száma 3–6 millió közöttire tehető. Csak az 1812-es oroszországi hadjárat során kb. egymillió katona halt meg francia és orosz oldalon együttvéve.
- 1855-1901 között a pestis – a 14. századi „fekete halál”-hoz hasonló – újabb világjárvány csak Kínában és Indiában mintegy 12 millió embert ölt meg. A járvány más földrészekre is átterjedt. (Véglegesen csak 1959-ben sikerült felszámolni.)

#### Ember és környezete
- 1816: Az előző évi indonéziai Tambora-hegyi vulkánkitörés az egész Földön érezteti hatását: a klímatörténet „nyár nélküli éve”. (Európában egész júliusban és augusztusban 0 °C körüli átlaghőmérséklet!)
- 1850 körül: véget ér a kis jégkorszak
- 1872: A világ első természetvédelmi területe, az amerikai Yellowstone Nemzeti Park. A század végén egyedül itt maradt fenn az amerikai bölény mintegy 1000 példánya. (Kiirtása előtt kb. 50 millió élt a prériken!)

## Találmányok, felfedezések
| - Gőzmozdony – George Stephenson - Gőzhajó – Robert Fulton - Sztetoszkóp – René Laennec - gőzzel működő hűtőgép – Oliver Evans - Elektromos áram – André-Marie Ampère - Villanymotor – Michael Faraday - Fényképezés – Joseph Nicéphore Niépce, Louis Daguerre - Revolver – Samuel Colt - Gumi – Charles Goodyear - Vezetékes távíró – Samuel Morse - Gyufa – Irinyi János | - Acéláruk tömeggyártási technológiája – Henry Bessemer - Varrógép elterjesztése – Isaac Merritt Singer - Belső égésű motor – Nikolaus Otto - Dinamit – Alfred Nobel - Telefon – Alexander Graham Bell - Fonográf és a szénszálas izzó – Thomas Alva Edison - Telefonközpont – Puskás Tivadar - Modern kerékpár – John K. Starley - Szeizmográf – John Milne - Automobil – Gottlieb Daimler - Gramofon – Emile Berliner - Röntgenkészülék – Wilhelm Conrad Röntgen - Dízelmotor – Rudolf Diesel - Rádiósugárzás – Heinrich Hertz - Film – Lumière fivérek - Rádiókészülék – Guglielmo Marconi - Távirányítás, fékezési sugárzás – Nikola Tesla |  |

## Jelentős személyek
| - Charles Babbage angol matematikus - Alfred Brehm német zoológus - Marie Curie lengyel–francia fizikus - Pierre Curie francia fizikus - Charles Darwin angol biológus, az evolúció elméletének kidolgozója (A fajok eredete, 1859) - Henri Dunant genfi emberbarát, a Nemzetközi Vöröskereszt alapítója - Sigmund Freud osztrák orvos, a pszichoanalízis kidolgozója - Carl Friedrich Gauss, német matematikus - Alexander von Humboldt német természettudós - Edward Jenner angol orvos - David Livingstone angol utazó, Afrika-kutató - Ada Lovelace (Ada Augusta Byron), matematikus - Charles Lyell geológus - James Clerk Maxwell skót fizikus - Gregor Mendel osztrák biológus - Dmitrij Ivanovics Mengyelejev orosz kémikus - William T. G. Morton amerikai orvos, az érzéstelenítés bevezetője - Florence Nightingale, az ápolónői foglalkozás megteremtője - Louis Pasteur francia biológus, a veszettség elleni védőoltás feltalálója - John Snow, az epidemiológia (járványtan) kidolgozója - Henry Morton Stanley Afrika-kutató - Amos Bronson Alcott amerikai pedagógus - Friedrich Engels német filozófus - Hegel német filozófus - Søren Aabye Kierkegaard dán filozófus - Karl Marx német filozófus és politikus, a kommunista ideológia alapítója - John Stuart Mill angol filozófus - Friedrich Nietzsche német filozófus - Pierre-Joseph Proudhon francia filozófus, az anarchista ideológia alapítója - Sass Flóra, felfedező, Afrika-kutató - Heinrich Schliemann német régész - Arthur Schopenhauer német filozófus - Elizabeth Cady Stanton, a feminista mozgalom alapítója - Bertha von Suttner, a pacifista mozgalom alapítója - Henry David Thoreau amerikai filozófus - Sojourner Truth, abolicionista - Harriet Tubman, abolicionista - Lazar Markovics Zamenhof zsidó nyelvész, az eszperantó nyelv megalkotója - Báb, bábi vallás alapítója - Baháalláh, a bahái hit alapítója - Geronimo észak-amerikai indián sámán és törzsfőnök - Rámakrisna Paramahansza hindu misztikus - IX. Piusz pápa, a modern Vatikán megteremtője - Joseph Smith, a mormon vallás alapítója - Ellen G. White adventista egyházi személyiség - Charles Russell, a Bibliakutató mozgalom alapítója - Louisa May Alcott amerikai írónő - Hans Christian Andersen dán író - Jane Austen angol írónő - Honoré de Balzac francia író - Elizabeth Barrett Browning angol költőnő - Charles Baudelaire francia költő - Harriet Beecher Stowe amerikai írónő - Ambrose Bierce amerikai író - Charlotte Brontë angol írónő - Emily Brontë angol írónő - Robert Browning angol költő - George Byron angol költő - Lewis Carroll angol író - James Fenimore Cooper amerikai író - Anton Pavlovics Csehov orosz író - Charles Dickens angol író - Fjodor Mihajlovics Dosztojevszkij orosz író - Id. Alexandre Dumas francia író - Mihai Eminescu román költő - Gustave Flaubert francia író - Theodor Fontane német író - Johann Wolfgang von Goethe német író - Nyikolaj Vasziljevics Gogol orosz író - Jacob Grimm német író - Heinrich Heine német költő - Friedrich Hölderlin német költő - Victor Hugo francia író - Henrik Ibsen norvég drámaíró - Rudyard Kipling angol író - Mihail Jurjevics Lermontov orosz költő - Henry Wadsworth Longfellow amerikai költő - Karl May német író - Adam Mickiewicz lengyel költő - France Prešeren szlovén költő - Edgar Allan Poe amerikai költő - Alekszandr Szergejevics Puskin orosz költő - Arthur Rimbaud francia költő - Percy Bysshe Shelley angol költő - Christina Georgina Rossetti angol költőnő - Friedrich Schiller német költő - Walter Scott angol író - Henryk Sienkiewicz lengyel író - Stendhal francia író - Ľudovít Štúr szlovák költő és nyelvújító - Alfred Tennyson angol költő - Henry David Thoreau amerikai költő - Toktogul kirgiz dalköltő - Lev Nyikolajevics Tolsztoj orosz író - Mark Twain amerikai író - Jules Verne francia író - Walt Whitman amerikai költő - Oscar Wilde ír író - Émile Zola francia író - Ludwig van Beethoven német zeneszerző - Hector Berlioz francia zeneszerző - Johannes Brahms német zeneszerző - Frédéric Chopin lengyel zeneszerző - Pjotr Iljics Csajkovszkij orosz zeneszerző - Antonín Dvořák cseh zeneszerző - Edvard Grieg norvég zeneszerző - Felix Mendelssohn Bartholdy német zeneszerző - Modeszt Petrovics Muszorgszkij, orosz zeneszerző - Giacomo Puccini olasz operaíró - Gioachino Rossini olasz operaíró - Franz Schubert német zeneszerző - Bedřich Smetana cseh zeneszerző - Giuseppe Verdi olasz operaíró - Richard Wagner német zeneszerző - Liszt Ferenc magyar zeneszerző - Clark Ádám skót mérnök (Széchenyi lánchíd) - Paul Cezanne francia festő - Gustave Eiffel francia építész (Eiffel-torony) - Eugène Delacroix francia festő - Vincent van Gogh holland festő - Francisco José de Goya spanyol festő - Claude Monet francia festő - Pierre-Auguste Renoir francia festő - Auguste Rodin francia szobrász - Dante Gabriel Rossetti angol festő, költő - Henri de Toulouse-Lautrec francia festő - William Turner angol festő | Magyarok Politikai vezetők Kossuth Lajos , politikus, kormányzó Széchenyi István , politikus Természettudományok, egészségügy Bolyai János matematikus Hugonnai Vilma , az első magyar orvosnő Eötvös Loránd fizikus Semmelweis Ignác orvos, az „ anyák megmentője " Magyar László Afrika-kutató Teleki Sámuel gróf, Afrika-kutató Xántus János utazó, felfedező, etnográfus Társadalomtudományok Vámbéry Ármin utazó, keletkutató, nyelvész Brunszvik Teréz pedagógus Kőrösi Csoma Sándor nyelvész és orientalista Írók, költők Arany János , író Petőfi Sándor , költő Madách Imre , író Jókai Mór , író Kazinczy Ferenc , író, költő, a nyelvújítás vezéralakja Bővebben: 19. századi magyar irodalom Művészek Steindl Imre , építész ( Országház ) Munkácsy Mihály , festő Liszt Ferenc , zeneszerző |  |
| | Bővebben: 19. századi magyar irodalom |  |